# Koraal (persoon)
Een koraal was een koorknaap in een kapittelkerk in de Nederlanden. 
Tijdens de middeleeuwen en tot na de Reformatie woonden koralen samen in koralenscholen, ver van hun ouders. Vanaf de leeftijd van 9 à 11 jaar gingen de jongens binnen in de koralenschool, gewoonlijk gelegen naast de kapittelkerk in een grote stad. Ze dienden de getijden te zingen, in de middeleeuwen eenstemmig, later polyfoon. Ze zaten in de banken voor de kanunniken en dienden tijdens de meeste officies aanwezig te zijn. Ze konden onderling afspreken wie ging. Ze kregen ook andere taken: misdienen, gebeden opzeggen en dergelijke.
Hun opleiding was dubbel: enerzijds lezen en schrijven van Latijn en anderzijds de muziekopleiding. De muziekleraar of opperkoorzanger onderwees eveneens de discipline aan de jongens. Hij begeleidde de jongens bij hun wandeling twee aan twee door de stad. Eenmaal per jaar werden de remmen los gegooid: op 28 december, de Dag der Onnozele kinderen. Dan leidde de kinderbisschop de groep jongens die vrolijk plaats namen op de banken van de kanunniken.  
Bij de stembreuk stopte het leven als koraal. De koralen hadden de keuze wat ze verder konden doen. Niet iedereen ging voor het priesterschap. Sommigen keerden naar hun ouders terug, anderen leerden een ambacht in de stad. Anderen kozen voor een muzikale carrière; het bekendste voorbeeld is Orlandus Lassus.